# Pervomàiskoie (Mokroús)
Pervomàiskoie — Первомайское (rus) — és un poble de l'óblast de Saràtov, a Rússia, segons el cens del 2010 tenia 939 habitants. Pertany al districte municipal de Mokroús.